# 31 Vulpeculae
31 Vulpeculae, som är stjärnans Flamsteed-beteckning, är en dubbelstjärna belägen i den norra delen av stjärnbilden Räven. Den har en kombinerad skenbar magnitud på minst ca 4,56 och är svagt synlig för blotta ögat där ljusföroreningar ej förekommer. Baserat på parallax enligt Gaia Data Release 2 på ca 14,3 mas, beräknas den befinna sig på ett avstånd på ca 228 ljusår (ca 70 parsek) från solen. Den rör sig bort från solen med en heliocentrisk radialhastighet av ca 2,3 km/s.

## Egenskaper
Primärstjärnan 31 Vulpeculae A är en gul till vit jättestjärna av spektralklass G7 IIIa Fe-1 Ba, vilket anger att den är en svag bariumstjärna med ett överskott av järn, som förbrukat förrådet av väte i dess kärna och utvecklats bort från huvudserien. Den ingår nu i röda klumpen och befinner sig på horisontella jättegrenen och genererar energi genom termonukleär fusion av helium i dess kärna. Den har en massa som är ca 2,4 solmassor, en radie som är ca 8 solradier och utsänder ca 53 gånger mera energi än solen från dess fotosfär vid en effektiv temperatur på ca 5 300 K.
31 Vulpeculae är en misstänkt variabel, som varierar mellan infraröd magnitud +3,77 och 4,08 i passband utan någon fastställd periodicitet.
31 Vulpeculae framstår som en enkelsidig spektroskopisk dubbelstjärna med en omloppsperiod av 5,1 år och en excentricitet av 0,38. a sin i-värdet för primärstjärnan är 103,0 ± 1,1 Gm (0,69 ± 0,01  AE), där a är en halv storaxel och i är den (okända) banlutningen. Detta värde ger en nedre gräns för den faktiska längden hos halva storaxeln för banan. Följeslagaren kan vara en kompakt vit dvärg med en massa av ca 0,4 solmassa.